# Kwak Pŏm-gi
Kwak Pŏm-gi ist ein nordkoreanischer Politiker. Von 1998 bis 2010 war er stellvertretender Vorsitzender des Ministerrates (Vize-Premier) und seit 2012 Vorsitzender der Budgetkommission der Obersten Volksversammlung.
Kwak Pŏm-gi leitete seit 1983 eine nordkoreanische Maschinenbaufabrik und stieg dann in den 1990er Jahren zum stellvertretenden Vorsitzenden und schließlich zum Vorsitzenden der Kommission für Maschinenbauindustrie der Partei der Arbeit Koreas auf. 1993 wurde er Kandidat des Zentralkomitees der Partei und 1998 stellvertretender Vorsitzender des Ministerrates, zunächst unter Premier Hong Sŏng-nam, dann unter Kim Yŏng-il. In den späten 1990er Jahren vertrat er Nordkorea in Wirtschaftsverhandlungen mit Nigeria. 2000 traf er in Pjöngjang mit Yun Jong-yong, dem Vize-Präsidenten der südkoreanischen Samsung Group zusammen. Zwei Jahre später war er auch bei der Grundsteinlegung der ersten grenzüberschreitenden Eisenbahnstrecke zwischen Nord- und Südkorea in Kaesŏng anwesend.